# Pătrăhăițești
Pătrăhăițești falu Romániában, Erdélyben, Fehér megyében.

## Fekvése
Lepus közelében fekvő település.

## Története
Pătrăhăiţeşti korábban Lepus része volt, 1956 körül vált külön 149 lakossal.
1966-ban 128, 1977-ben 109, 1992-ben 83, 2002-ben pedig 72 román lakosa volt.